# Herbert Baddeley
Herbert Baddeley (11. ledna 1872, Bromley, Anglie – 20. července 1931, Cannes, Francie) byl britský tenista, který se starším dvojčetem Wilfredem Baddeleym vyhrál v letech 1891 a 1894–1896 čtyřikrát čtyřhru ve Wimbledonu.
Oba dva ukončili tenisovou kariéru po Wimbledonu 1897, protože se rozhodli věnovat svým právnickým praxím. Již v únoru 1895 spolu s bratrem složili v Londýně advokátní zkoušky. Přidali se k rodinné firmě založené pradědem na Leadenhall Street v roce 1790, kterou provozovali jejich strýc Thomas a otec E. P. Baddeleyovi. Ve společnosti zůstali společníky do roku 1919, kdy odešli do důchodu a firmu přenechali bratranci Cyrilovi Baddeleymu.